# Dogtanian. Jeden za wszystkich, wszyscy za jednego
Dogtanian. Jeden za wszystkich, wszyscy za jednego – hiszpański film animowany wyprodukowany w roku 1995 przez wytwórnię BRB International będący kompilacją odcinków serialu Powrót Dogtaniana. Fabuła filmu jest luźną adaptacją powieści Wicehrabia de Bragelonne Aleksandra Dumasa. W adaptacji tej bohaterami są antropomorficzne postacie zwierzęce, głównie psy – wyjątkami są np. Pip (mysz), Milady (kotka) czy Planchet (niedźwiedź).
Polska wersja językowa oparta była na dystrybucji z angielskimi napisami w czołówce i angielskim dubbingiem, której tytuł oryginalny brzmi Dogtanian in One For All And All For One. Piosenka w czołówce jest śpiewana po angielsku. W polskiej wersji językowej dialogi czyta lektor Ireneusz Machnicki. Niektórzy bohaterowie mają inne imiona niż w poprzedniej części oraz niż w pierwszej części serialu emitowanej w Polsce.

## Fabuła
Akcja filmu dzieje się dziesięć lat po wstąpieniu Dogtaniana do królewskiego pułku muszkieterów. W tym czasie bohater ożenił się, ma dwójkę dzieci, żyje na przedmieściach Paryża, z dala od trzech przyjaciół: Aramisa, Portosa i Atosa. Dogtanian otrzymuje list od królowej z prośbą o pomoc. Razem z przyjaciółmi mają wyjaśnić dziwne zachowanie króla. Do czwórki bohaterów dołącza także mysz Pip. Przyjaciele nadal kierują się zasadą „jeden za wszystkich, wszyscy za jednego”. Obecność muszkieterów w zamku budzi niepokój kardynała, który każe ich szpiegować. Okazuje się, że król zamierza powierzyć swą ochronę straży kardynała, a odesłać pełniących dotychczas tę funkcję muszkieterów. Pip przynosi wieść, że w jednej z cel w klasztorze widział króla w złotej masce. Pozostający w pałacu brat bliźniak jest uzurpatorem. Dzięki interwencji muszkieterów prawdziwy król zostaje uwolniony i powraca na tron. Dogtanian wraz z Pipem wybierają się do magika, aby ten uchronił konia Dogtaniana przed starością. W rumaka wstępują nowe siły. Kolejną misją muszkieterów jest zapewnienie bezpiecznego przyjazdu diuka Bawarii, który pragnie podpisać pokój z Francją. Fałszywy król spotyka się z nim na granicy i zrywa rozmowy pokojowe. Król w przebraniu muszkietera udaje się w podróż za opuszczającym Francję diukiem i wyjaśnia mu całe nieporozumienie. Pokój zostaje uratowany. Do gry wkracza wezwana przez królewskiego brata Milady de Winter, która porywa córkę Dogtaniana. Dręczona jednak wyrzutami sumienia (fałszywy król każe jej obciąć dziecku palec) ucieka z dziewczynką, chcąc ją oddać ojcu. Fałszywy król osobiście porywa dziecko, ale Dogtanian wraz z przyjaciółmi odbijają zakładniczkę, a sprawcy zostają ukarani przez kardynała.

## Bohaterowie
- Dogtanian – szlachcic z Gaskonii, mieszka pod Paryżem wraz z żoną Juliette i dwójką dzieci. Zostaje wezwany przez królową do Paryża. Jest oddany przyjaciołom, królowi i królowej. Za swoje zasługi mianowany przez króla oficerem królewskiego pułku muszkieterów. Wzorowany na d'Artagnanie trylogii Dumasa.
- Portos – jeden z trzech muszkieterów, niezwykle mądry i stateczny. Nie lubi pojedynków, woli pokojowo rozsądzać spory. Zawsze najpierw myśli, a dopiero później działa. Wzorowany na postaci Atosa z trylogii Dumasa.
- Atos – jeden z trzech muszkieterów, niezbyt inteligentny, co nadrabia ogromną siłą fizyczną. Wzorowany na postaci Portosa z trylogii Dumasa.
- Aramis – jeden z trzech muszkieterów, prawdziwy romantyk i elegant. Lubi się dobrze ubierać.
- Pip – mysz płci męskiej, przyjaciel czterech muszkieterów. Jest przemądrzały i nieco zarozumiały. Z natury gaduła, bardzo oddany kompanom.
- Kardynał Richelieu – pierwszy minister i doradca Ludwika XIII, nienawidzi muszkieterów, świadomy intryg królewskiego bliźniaka. Dużo łagodniejszy niż w poprzedniej części. Niesłusznie oskarżony o porwanie córki Dogtaniana, skazuje sprawców na dożywotnie lochy, szczerze gratuluje Dogtanianowi oficerskiego awansu.
- Hrabina de Winter "Milady" – kotka, dawna agentka kardynała Richelieu, z całego serca nienawidzi Dogtaniana i trzech muszkieterów. Tym razem na usługach królewskiego brata bliźniaka. Nieco łagodniejsza niż w poprzedniej części. Nie godzi się na obcięcie palca córce Dogtaniana. Wzorowana na Milady z pierwszej części trylogii Dumasa.
- Królowa Francji Anna Austriaczka – żona Ludwika XIII, kobieta piękna i niezwykle inteligentna. To ona wzywa na pomoc Dogtaniana i pozostałych muszkieterów.
- Król Francji Ludwik XIII – władca Francji i mąż Anny Austriaczki. Szlachetny, zatroskany o losy państwa, dużo bardziej stanowczy niż w poprzedniej części.
- Fałszywy król – brat bliźniak króla Ludwika XIII, uzurpator. Postać wzorowana na postaci z powieści Wicehrabia de Bragelonne, przy czym tam był to bliźniak Ludwika XIV.
- Diuk Bawarii – pragnie podpisać pokój z Francją, co nie jest po myśli królewskiego brata bliźniaka. Spotyka się z fałszywym królem, którego zachowanie doprowadza do zerwania rozmów, podpisuje pokój z prawdziwym królem.
- Monsieur De Treville – kapitan królewskich muszkieterów, dawny przełożony muszkieterów, oddany królowi i królowej.
- Planchet – niedźwiedź, dawny służący Dogtaniana, właściciel gospody.
- Juliette – żona Dogtaniana, matka jego dwójki dzieci.
- Filip – synek Dogtaniana
- Fleur – córka Dogtaniana, porwana przez Milady
- Rofty – konik Dogtaniana, stary i wysłużony.

## Źródła
- Płyta VCD Dogtanian. Jeden za wszystkich, wszyscy za jednego, wyd. Rosmedia